# Anders Sellner
Anders Sellner, född 8 december 1884 i Övermo, Leksands socken, Kopparbergs län, död där 21 mars 1973, var en svensk maskinist, målare och tecknare.
Han var son till Ambå Per Persson och Back Anna Andersson och från 1916 gift med Alfrida Maria Forsberg. Vid sidan av sitt arbete som maskinist bedrev Sellner ett konstnärligt intresse. Som konstnär var han autodidakt och medverkade i konstnärsgruppen Färgklickens utställningar i Leksand och med olika lokala konstföreningar. Hans konst består av porträtt och landskapsskildringar från trakterna kring Leksand.  